# مقاطعة تووز
مقاطعة تووز (بالأذرية: Tovuz rayonu)‏ هي مقاطعة في أذربيجان، تقع في أذربيجان، وجمهورية أذربيجان الاشتراكية السوفيتية، بلغ عدد سكانها 160,000 نسمة، عاصمتها تووز، تبلغ مساحتها 1,942 كيلومتر مربع، رمزها البريدي هو AZ 6000.